# Mohamed Ahmed Ayman
Mohamed Ahmed Ayman –en árabe, محمد أحمد أيمن– (nacido el 11 de agosto de 1992) es un deportista egipcio que compite en taekwondo. Ganó una medalla de bronce en los Juegos Panafricanos de 2015, y una medalla de oro en el Campeonato Africano de Taekwondo de 2012.

## Palmarés internacional
| Juegos Panafricanos | Juegos Panafricanos               | Juegos Panafricanos | Juegos Panafricanos |
| Año                 | Lugar                             | Medalla             | Categoría           |
| ------------------- | --------------------------------- | ------------------- | ------------------- |
| 2015                | Brazzaville (República del Congo) | Medalla de bronce   | +87 kg              |
| Campeonato Africano |                                   |                     |                     |
| Año                 | Lugar                             | Medalla             | Categoría           |
| 2012                | Antananarivo (Madagascar)         | Medalla de oro      | +87 kg              |